# Галич Валентина Миколаївна
Валенти́на Микола́ївна Га́лич (нар. 8 листопада 1953 року, Олександрівка Маріїнського району) — вчена-мовознавець, доктор філологічних наук (2005). Дружина Галича О. А.

## Біографічні дані
Народилася 8 листопада 1953 року в Олександрівці Маріїнського району Донецької області.
У 1975 році закінчила Донецький університет. З 1980 по 1999 рік — викладала у Рівненському педагогічному інституті. З 1999 по 2001 — доцент і завідувач кафедри філологічних дисциплін, з 2004 року — професор, з 2005 — завідувач кафедри журналістики і видавничої справи Луганського педагогічного університету.

## Наукова робота
Проводить наукові дослідження в галузі ономастики та журналістикознавства. Вивчає проблеми літературно-художньої антропоніміки, письменницької публіцистики, мови ЗМІ, жанрології.

### Основні праці
За ЕСУ:
- Антропонімія Олеся Гончара: природа, еволюція, стилістика. — Лг., 2002;
- Публіцистичність щоденникових записів Олеся Гончара воєнних років // Наук. зап. Інституту журналістики. — К., 2002. — Т. 6;
- Початок журналістської діяльності Олеся Гончара // Укр. журналістикознавство. — К., 2003. — Вип. 4;
- Заголовок у структурі змісту й форми публіцистичних творів Олеся Гончара // Зб. пр. Наук.-дослід. центру періодики. — Л., 2003. — Вип. 11;
- Олесь Гончар — журналіст, публіцист, редактор: Еволюція творчої майстерності. — К., 2004.[2]